# Opatkowice Drewniane
Opatkowice Drewniane – wieś w Polsce, położona w województwie świętokrzyskim, w powiecie jędrzejowskim, w gminie Imielno.
| SIMC    | Nazwa   | Rodzaj  |
| ------- | ------- | ------- |
| 0239787 | Zapusty | kolonia |

W latach 1975–1998 miejscowość administracyjnie należała do województwa kieleckiego.